# Vereinfachte Ausgangsschrift

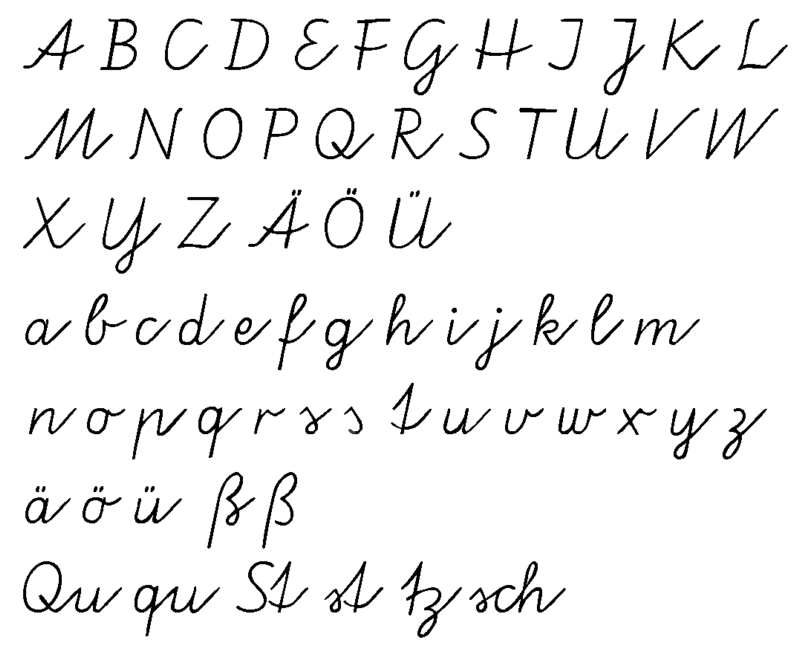
Übersicht aller Buchstaben (Vereinfachte Ausgangsschrift)

Die Vereinfachte Ausgangsschrift (VA) ist eine Lateinschrift. Sie wurde aus der 1953 eingeführten Lateinischen Ausgangsschrift (LA) entwickelt und umstrukturiert. Sie wurde 1969 entwickelt und seit 1972 erprobt. Die Schreibweise der Buchstaben wurde vereinfacht und die Formen sind den Druckbuchstaben angenähert.
In einigen deutschen Bundesländern steht die VA den Schulen neben anderen Schriften zur Auswahl.

## Allgemeines
Die Schwierigkeiten beim Erlernen der aus der „Deutschen Normalschrift“ entwickelten Lateinischen Ausgangsschrift waren Anlass, eine optimierte Schreibschrift zu entwickeln. Mit der Vereinfachten Ausgangsschrift sollten Unstimmigkeiten der Lateinischen Ausgangsschrift behoben und eine leichter zu erlernende Schrift entwickelt werden. Damit wurde gleichfalls einer Empfehlung der Kultusministerkonferenz (KMK) von 1970 entsprochen.
Die Vereinfachte Ausgangsschrift hat die Lateinische Ausgangsschrift als Grundlage und orientiert sich zusätzlich an der Druckschrift (DS). Bei der Entwicklung sollte auf einen konsequenten und logischen Schreibfluss, die Analogie zur Druckschrift, eine leichte motorische Umsetzung und den Verzicht auf unnötige schmückende Formelemente geachtet werden.

## Veränderungen der Vereinfachten Ausgangsschrift im Vergleich mit der Lateinischen Ausgangsschrift
Bei der Vereinfachten Ausgangsschrift beginnen und enden fast alle Kleinbuchstaben am oberen Mittelband.
Das ist für den Schreibfluss von großer Bedeutung, da so genannte „Haltepunkte“ immer wieder „Anfangspunkte“ der Buchstaben sind. In der Lateinischen Ausgangsschrift gilt das Verbinden der Buchstaben als schreibtechnisch einfacher, aber vom Erlernen her schwieriger, weil es vier verschiedene Möglichkeiten gibt. Bei der Vereinfachten Ausgangsschrift beginnen und enden fast alle Kleinbuchstaben an der gleichen Stelle.
Die Buchstabenverbindungen sind insofern in der Vereinfachten Ausgangsschrift vereinheitlicht. Bei der Lateinischen Ausgangsschrift gibt es für den gleichen Buchstaben mehrere Buchstabenverbindungen. (Beispiel: oben Lateinische Ausgangsschrift, unten Vereinfachte Ausgangsschrift). Die Vereinfachte Ausgangsschrift stört den Schreibfluss durch „ruckweise“ Übergänge, ermöglicht jedoch den Schulbuchverlagen einen standardisierten Drucksatz anstelle von kostenintensiv handgeschriebenen Beispieltexten.
Markant ist bei der Vereinfachten Ausgangsschrift der „Aufstrich“ (beziehungsweise „Bogen“, z. B. beim „b“), der zusammengefügt nur noch beim letzten Buchstaben des Wortes auftritt. Jedoch ist dieser „Aufstrich“ wesentlicher Bestandteil jedes Buchstabens, da damit eine flüssige, einheitliche Verbindung der Buchstaben ermöglicht werden soll. Als Buchstabe ist das kleine „z“ mit Unterschlinge hervorzuheben, das in dieser Form schon eine jahrhundertealte Tradition in den Schreib-, Kurrent- und Frakturschriften hat.
Die Großbuchstaben der Vereinfachten Ausgangsschrift unterscheiden sich von der Lateinischen Ausgangsschrift. Es wurde die Druckschrift berücksichtigt, weil die Schüler diese zuerst erlernen.

## Kritik
Der Erziehungswissenschaftler Wilhelm Topsch wies 1996 nach, dass es für die Einführung der Vereinfachten Ausgangsschrift in den 1970er Jahren keine anderen wissenschaftlichen Gutachten gegeben hatte als die ihres Erfinders Heinrich Grünewald. Auch sei die Studie voller Fehler, widersprüchlicher Daten und unbewiesener Behauptungen. Der Anteil der Mädchen in der Gruppe für die vereinfachte Ausgangsschrift sei mit 56 % deutlich höher als in der Vergleichsgruppe für lateinische Ausgangsschrift mit nur 44 %. In einer weiteren Studie, die von der Regensburger Kollegin Sigrun Richter 1997 durchgeführt wurde, konnte kein Vorteil der vereinfachten Ausgangsschrift ausgemacht werden.
Mit der Umstellung auf die vereinfachte Ausgangsschrift gab es auch vermehrt Kritik, ob überhaupt eine Ausgangsschrift mit flüssig miteinander verbundenen Buchstaben sinnvoll sei. Die Schüler müssten dadurch deutlich mehr Zeichen erlernen. Der stellvertretende Vorsitzende des Grundschulverbandes Ulrich Hecker bezeichnete „all die Schnörkel und Schwünge“ als „historisch überholt“. Die daraufhin vom Grundschulverband bis 2011 entwickelte und an Druckbuchstaben angelehnte Grundschrift soll keine Normschrift sein und erlaube dem Schüler mehr Freiheiten hin zur eigenen Handschrift.

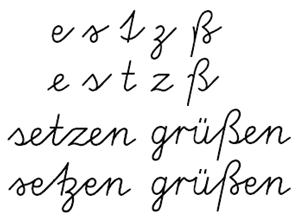
Alternative Buchstaben der VA, 2014

Die „VA Plus“ ist eine optimierte Variante der Vereinfachten Ausgangsschrift und gehört seit 2014 fest zum bayrischen Lehrplan Plus. Von der VA unterscheidet sich die „VA Plus“  durch die Schreibweise der Kleinbuchstaben e, s, ß, t und z. Die Hauptkritikpunkte an der VA – Köpfchen-e, Aufstrich-t, Schleifen-s sowie das z mit Unterlänge – wurden damit entschärft.